# Michel Régereau
Michel Régereau (né en 1952) est un syndicaliste français. Responsable à la CFDT, il a été de 2004 à 2014 président du conseil de la CNAMTS (Caisse Nationale d'Assurance Maladie des Travailleurs Salariés), - et, à ce titre président du conseil de l'UNCAM (Union Nationale des Caisses d'Assurance Maladie), - , qui regroupe les trois grands régimes : CNAMTS, CCMSA (Mutualité Sociale Agricole) et RSI (Régime social des Indépendants). Il est Chevalier de l'ordre de la Légion d'Honneur. 
Retraité depuis janvier 2015, il a été « personnalité associée » au CESE de 2014 à 2019. président du CA de l'ANGDM de janvier 20117 à décembre 2022.

## Biographie
Michel Régereau est né le 24 avril 1952 à Lamballe (Côtes-d'Armor), il a une formation d'ajusteur mécanicien et de dessinateur industriel. Ouvrier dans la métallurgie, il adhère à la CFDT en 1970.
Entré à la Mairie de Saint-Brieuc en 1975, élu représentant du personnel CFDT au sein de la collectivité, puis secrétaire de l'Union Départementale CFDT, secrétaire régional et enfin membre du Bureau National CFDT.
Nommé au nom de la CFDT administrateur de la CPAM des Côtes-d'Armor, il en devient Président (1997-2008) puis Président de l'URCAM de Bretagne (1998-2004). Il est élu Président du Conseil de la CNAMTS et de l'UNCAM en octobre 2004.et r
Il est à ce titre administrateur de la Caisse d'amortissement de la dette sociale (CADES)] de 2011 à 2014.
Il a été nommé chevalier de la Légion d'Honneur en juillet 2009.Michel Régereau est marié avec Marie-Annick Régereau. Ils ont quatre enfants Gwénaëlle, Morgane, Erwann et Anne.

### Nommé Personnalité associée au Conseil Economique, Social et Environnemental demars 2014à mars 2019 , il siègeait à la section Travail-Emploi.http://www.lecese.fr/content/regereau
Retraité depuis le 1er janvier 2015. 
Nommé au 1/1/2017 par décret du Président de la république : Président du Conseil d'administration de l'Agence Nationale pour la Garantie des Droits Des Mineurs (JORF du 21 décembre 2016). Nommé a ce titre au Conseil d'Administration de la CANSSM (Caisse Autonome Nationale de Sécurité Sociale dans les Mines) il est élu Vice-Président le 29 juin 2017. Il a quitté ces fonctions au terme de deux mandats le 31 décembre 2022;